# Капитолий штата Мэн
Капито́лий шта́та Мэн (англ. Maine State House) находится в городе Огаста (Augusta) — столице штата Мэн (State of Maine). В нём проводит свои заседания легислатура штата Мэн, состоящая из Палаты Представителей и Сената штата Мэн. В Капитолии также находится офис губернатора штата.

## История и архитектура
Мэн отделился от Массачусетса и стал отдельным штатом 15 марта 1820 года. Первой столицей штата Мэн стал город Портленд. Первым Капитолием штата Мэн было скромное двухэтажное здание в Портленде, построенное в «федеральном стиле». Оно прослужило Капитолием до 1832 года. Здание Капитолия в Портленде не дожило до наших дней — оно было разрушено во время большого пожара 1866 года.
В 1827 году было принято решение перенести столицу штата Мэн в город Огаста. Вскоре было выбрано место для строительства здания нового Капитолия — на холме Уэстон (Weston Hill), находящемся над берегом реки Кеннебек (Kennebec River). Проектирование здания Капитолия было поручено известному бостонскому архитектору Чарльзу Балфинчу, который был автором проектов Капитолия штата Массачусетс в Бостоне и Капитолия США в Вашингтоне.
Краеугольный камень здания Капитолия был торжественно заложен 4 июля 1829 года, а строительство было завершено в январе 1832 года, и 4 января 1832 года состоялось первое заседание легислатуры штата Мэн в новом здании. Стоимость строительства Капитолия составила 145 тысяч долларов.
Архитектор Чарльз Балфинч взял за основу дизайн Капитолия штата Массачусетс с использованием неогреческого стиля. Фасад здания включал в себя портик с восемью колоннами, приподнятый над уровнем земли. Для строительства использовался местный гранит из каменоломен Хэллоуэлла (Hallowell). Внутренняя часть Капитолия подвергалась перепланировке в 1852 и 1860 годах.
В 1890—1891 годах с задней стороны к зданию было пристроено большое трёхэтажное крыло, построенное по проекту бостонского архитектора Келвина Споффарда (Calvin Spoffard). В части этого крыла разместилась библиотека штата Мэн (State Library), а остальное пространство было занято офисами. Стоимость строительства этого крыла составила 150 тысяч долларов.
Генеральная перестройка центральной части здания была произведена в 1909—1910 годах. Длина здания с севера на юг была увеличена вдвое — c 45 метров до 90 метров, а приземистый купол оригинального дизайна Балфинча был заменён на более высокий (45-метровый), на вершине которого была установлена скульптура женщины, олицетворяющей мудрость. Скульптура изготовлена из меди и позолочена; скульптор — Кларк Нобл (W. Clark Noble). В результате высота здания Капитолия выросла до 56.4 м (185 футов), а вместе со скульптурой — до 60 м (197 футов). Перестройка производилась по проекту архитектора Генри Десмонда (G. Henri Desmond) под руководством Чарльза Хичборна (Charles Hichborn). Пришлось заново перестраивать фактически всю старую часть здания — за исключением передней стены с портиком, ротонды и задней стены здания. Стоимость этой генеральной перестройки составила 350 тысяч долларов.
В 1973 году Капитолий штата Мэн был включён в Национальный реестр исторических мест США (под номером 73000266).